# Heteropseudinca pokornyi
Heteropseudinca pokornyi är en skalbaggsart som beskrevs av Rataj 2000. Heteropseudinca pokornyi ingår i släktet Heteropseudinca och familjen Cetoniidae. Inga underarter finns listade i Catalogue of Life.